# Jean Kickx senior
Jean Kickx (* 9. März 1775 in Brüssel, Österreichische Niederlande; † 27. März 1831 ebenda, Belgien) war ein flämischer Botaniker. Sein offizielles botanisches Autorenkürzel lautet „J.Kickx“.

## Leben und Wirken
Er war Professor für Botanik, Pharmazie und Mineralogie an der Medizinischen Hochschule in Brüssel und Autor des Werks Flora bruxellensis, das 1812 in Brüssel veröffentlicht wurde. 1817 wurde er Mitglied der Académie royale de Bruxelles (Classe des Sciences).
Sein Sohn hieß ebenfalls Jean Kickx, war wie er Botaniker und beerbte ihn in mehreren Ämtern.

## Ehrentaxon
Die Pflanzengattung der Tännelkräuter (Kickxia) ist nach ihm benannt.